# Karl Möllinger

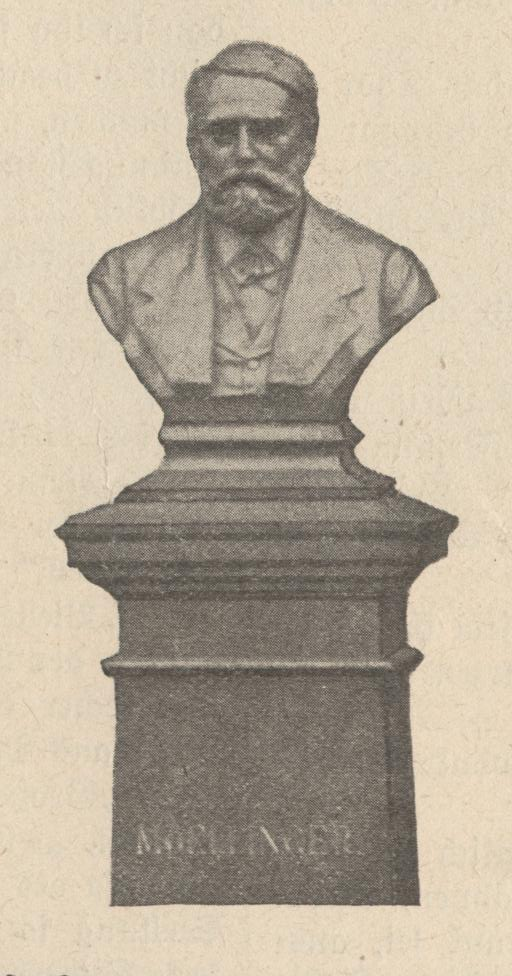
Möllinger Denkmal in Höxter, mit Portraitbüste von Ernst Habs

Karl Möllinger (* 14. April 1822 in Grünstadt; † 5. März 1895 in Höxter; auch Carl Möllinger) war ein deutscher Architekt und Architekturlehrer, der 1864 die erste preußische Baugewerkschule in Höxter gründete, aus der sich die heutige Technische Hochschule Ostwestfalen-Lippe entwickelte.

## Leben
Karl Möllinger wurde in Grünstadt, in der bayerischen Pfalz geboren. Seine Eltern waren Jacob Moellinger und Maria geborene Würz. Nachdem er die Schulen in Grünstadt und Germersheim durchlaufen hatte, fand er eine Anstellung beim Festungsbau in Germersheim, wo er sich mehr und mehr ins Baufach einarbeitete. Schließlich studierte er das Bauwesen auf dem Polytechnikum München, graduierte und begann dort eine Tätigkeit als Architekt, die er später in die heimatliche Pfalz verlegte.

Bereits 1846 publizierte Möllinger beim Verlag Roller in München die Bücher: „Elemente des Spitzbogenstiles; systematisch entwickelt nach den vorzüglichsten Bau- und Kunstdenkmälern aus der Glanzperiode des Mittelalters“ und kurz darauf „Elemente des Rundbogenstiles für Schulen und zu technischen Zwecken, sowie als Anleitung zum Selbstunterrichte für Architekten, Bildhauer, Maler, Steinmetzen u.s.w., nebst einer Sammlung vorzüglicher Bauten und Kunstdenkmale aus dem Mittelalter und der neusten Zeit“. Beide Bücher vermittelten gezielt detaillierte Praxiserfahrungen, besonders im neogotischen und neoromanischen Baustil. 

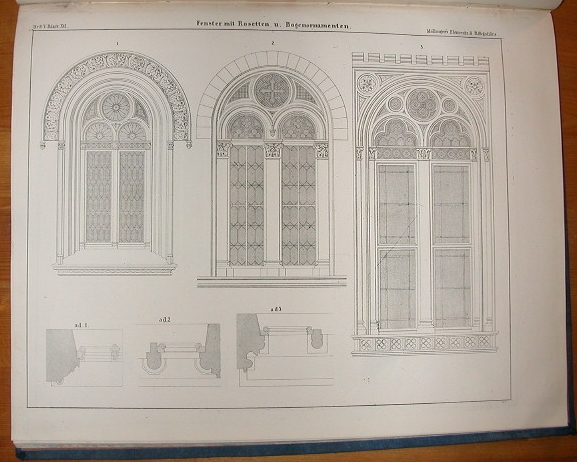
Tafel mit Fensterentwürfen Karl Möllingers, aus seinem Buch „Elemente des Rundbogenstiles“, 1846

In einem neuzeitlichen Buch heißt es darüber: 

„ Als Gegenstück zu „Elemente des Spitzbogenstiles“ gibt Karl Möllinger im gleichen Jahr ein Lehrbuch für rundbogige Architektur heraus. Der Begriff Rundbogen bezeichnet dabei nicht die Formenwelt der Romanik, sondern ein Stilkonglomerat aus antiken, romanischen und frühgotischen Elementen. Präzise, rein geometrisch erfaßte Zeichnungen zeigen sie in Aufrissen, Schnitten und Details. Die Bandbreite reicht dabei von Fassadenaufrissen bis hin zu [...] Fenster- und Türöffnungen, Maßwerk, Profilen, Gesimsen und Zinnenbekrönungen, Galerie- und Balkongittern etc.“

Um die Bekanntheit seiner Formschöpfungen und -vorstellungen zu vergrößern und die zeitgenössische Stilfindung besser beeinflussen zu können, ging Karl Möllinger 1856 als Lehrer an die damals schon sehr renommierte Baugewerkschule Friedrich Ludwig Haarmanns zu Holzminden, im Herzogtum Braunschweig. Hier wirkte er bis 1863, wechselte dann nach Höxter und gründete dort 1864 eine eigene Baugewerkschule. Das Institut eröffnete am 14. November 1864; 94 Einwohner der Stadt Höxter hatten als Bürgen finanzielle Mitverantwortung für die private Lehranstalt übernommen. Die Baugewerkschule Höxter war die erste ihrer Art im damaligen Königreich Preußen. Am 1. April 1869 ging die Trägerschaft der Schule auf die Stadt Höxter über; ihr Gründer, Architekt Karl Möllinger, blieb Direktor bis zum Jahre 1888. Mit Datum vom 1. Oktober 1876 kam die Baugewerkschule unter Aufsicht des preußischen Ministeriums für Handel und Gewerbe. Durch einen Vertrag zwischen dem Königreich Preußen und der Stadt Höxter wurde die Anstalt im Jahre 1885 verstaatlicht und führte nunmehr die Bezeichnung Königlich Preußische Baugewerkschule Höxter. In Höxter wirkte Möllinger bis 1888, 24 Jahre lang, als Leiter und Lehrer seines Institutes, wodurch er Generationen von Schülern seine Formenvielfalt nahebrachte. 1891 publizierte er bei Seemann in Leipzig das Fachbuch: „Die deutsch-romanische Architektur in ihrer organischen Entwicklung bis zum Ausgang des 12. Jahrhunderts.“ Die letzten Lebensjahre schwer leidend musste er von seiner Gattin gepflegt werden und starb 1895 in Höxter.
Höxter war Möllinger zur zweiten Heimat geworden und er gehörte zu seinen angesehensten Bürgern. Deshalb errichtete man ihm dort ein Denkmal mit einer Porträtbüste, geschaffen von Ernst Habs. Es wurde am 7. März 1897 feierlich eingeweiht, worüber seinerzeit sogar die Presse in der Pfalz berichtete. In Höxter gibt es einen Möllingerplatz und eine Möllingerstraße, die nach dem Pfälzer Architekten benannt sind.
Die von Karl Möllinger begründete Baugewerkschule entwickelte sich zu einer Technischen Fachhochschule und wurde schließlich  zur Technischen Hochschule Ostwestfalen-Lippe. E legte den Grundstein dazu, dass Höxter nun eine Hochschulstadt ist. Die Absolventen der Hochschule begeben sich nach dem Empfang ihrer Abschlussurkunden traditionell zum Fototermin an das Karl-Möllinger-Denkmal und schmücken es mit einem Bachelor-Hut. Seit 2009 verleiht die „Absolventen- und Förderervereinigung“ (AFV-Höxter), einen mit 1500 Euro dotierten „Carl-Möllinger-Preis“ „für herausragende wissenschaftliche und technische Abschlussarbeiten“.

## Schriften
- Elemente des Steinbaues systematisch bearbeitet nach den Resultaten der praktischen Baukunst : ein Lehrbuch und Vorlagenwerk für Baugewerksmeister, Steinhauer, Architekten, Ingenieure und bautechnische Anstalten. Halle 1869 (UB Paderborn)
- Bauconstructions-Vorlagen der Baugewerkschule zu Höxter : Zimmerconstructionen. Höxter 1867–1877 (UB Paderborn)
- Formenlehre der Baukunst des alten Griechenlands, hauptsächlich der „Attischen Schule“. Höxter 1880 (ULB Münster)